# Acetato básico de berílio
Acetato básico de berílio é o composto químico com a fórmula Be4O(O2CCH3)6. Embora este composto não tenha  grandes aplicações e tenha sido pouco estudado, ele possui uma estrutura e estabilidade térmica dignas de destaque. "Acetatos básicos" consistem de um conjunto de átomos de metais, um átomo central óxido, e um exterior de grupos acetato. Outra família de acetatos básicos são os trimetálicos com a fórmula M3O(O2CCH3)6(H2O)3 (M = Cr, Fe, Ru).  Membros mistos em metais desta família também existem.

## Estrutura
A estrutura do Be4O(O2CCH3)6 é relevante para sua considerável estabilidade. É um diamantóide, consistindo de anéis Be2O3C de seis membros interligados. A estrutura deste composto tem sido examinada por dois famosos laboratótios de cristalografia.

## Preparação
Para preparar Be4O(O2CCH3)6, carbonato básico de berílio é tratado com ácido acético quente. O produto é insolúvel em água mas solúvel em clorofórmio, indicativo de uma substância não polar. Funde-se a 284 °C e sublima-se no vácuo sem decomposiçao.

## Aplicações
A solubilidade do acetato básico de berílio em clorofórmio permite separações a partir de extratos, com finalidades concentrativas, sintéticas e analíticas, associadas ao elemento berílio. Cristais simples de acetato básico de berílio, com dimensões adequadas,  podem ser facilmente preparados dissolvendo-se o sal em ácido acético quente e resfriando a solução. A adição de etanol acelera o processo. A cela cúbica, a quantidade de linhas bem indexáveis e a estabilidade do composto permitem preparar uma boa amostra para o alinhamento de instrumentos de Difração de Raios X, como os difratômetros  automáticos para o estudo de monocristais.